# Контрерас, Юделькис
Юдельки Маридалия Контрерас более известная как Юделькис Контрерас (исп. Yudelkis Contreras; род. 27 марта 1986 в Сан-Педро-де-Макорис, Доминиканская Республика) — доминиканская тяжелоатлетка, двукратный бронзовый призёр чемпионатов мира, двукратная чемпионка Панамериканских игр в весовой категории до 53 килограмм.

## Карьера
Юделькис Контрерас начала заниматься тяжелой атлетикой в 14 лет. В 2003 году, в возрасте 17 лет она выиграла серебряную медаль на Панамериканских играх в Санто-Доминго.
В 2004 году на Панамериканском чемпионате в Колумбии доминиканка завоевала бронзовую награду.
Она участвовала в Чемпионате мира 2005 года, где показала третий результат и получила бронзовую медаль в весовой категории до 53 кг. По итогам соревнований она подняла общий вес в 211 кг (в рывке - 95 кг, в толчке - 116 кг). Этот успех сделал её второй в истории Доминиканской Республики тежелоатлеткой, которая выиграла медаль на Чемпионате мира по тяжелой атлетике. В этом же году местный Олимпийский комитет назвал Юделькис Контрерас спортсменкой года в Доминиканской Республике.
На Панамериканских играх 2007 года в Рио-де-Жанейро доминиканка стала чемпионкой соревнований подняв в рывке 95 кг, в толчке - 112кг и в общей сложности - 207 кг.
На Летних Олимпийских играх 2008 года в Пекине она заняла пятое место подняв в общей сложности 204 кг в категории до 53 кг. Этого результата она добилась под руководством болгарского специалиста Константина Дарова. Однако после Олимпиады выяслось, что допинг-проба А спортсменки дала положительный результат на CERA, ей грозила двухлетняя дисквалификация, но проба Б показала отрицательный результат и Международный олимпийский комитет пришёл к выводу, что спортсменка антидопинговых правил не порушала.
В 2010 году Контрерас во второй раз в своей карьере стала бронзовым призёром Чемпионата мира, который проходил в турецкой Анталье. По сумме двух видов она подняла 206 кг.
А в 2011 году она во второй раз в карьере стала чемпионкой Панамериканских игр.
На Олимпийских играх 2012 года в Лондоне спортсменка ни разу не смогла поднять заявленный вес в рывке (94 кг) и вынуждена была прекратить соревнования.